# Jef Roos
Jozef (Jef) René Roos (Aalst, 15 maart 1943 - Oostduinkerke, 19 mei 2025) was een Belgisch bestuurder en hoogleraar.

## Biografie

### Academische carrière
Jef Roos studeerde in 1966 af als burgerlijk ingenieur metaalkunde aan de Katholieke Universiteit Leuven. Hij behaalde in 1969 een doctoraat aan de Colorado School of Mines en begon vervolgens een academische carrière aan de KU Leuven. In 1969 werd hij er docent, in 1974 hoogleraar en in 1976 gewoon hoogleraar. Hij was gespecialiseerd in de metallurgie en de siderurgie en was medeoprichter van het Materials Research Centre. Tevens was hij van februari 1990 tot september 1994 voorzitter van de Vlaamse Raad voor Wetenschapsbeleid en van maart 1992 tot mei 1997 voorzitter van de Vlaamse Instelling voor Technologisch Onderzoek.
Aan de KU Leuven bleef hij gewoon hoogleraar tot 1994, waarna hij gasthoogleraar werd. In 2008 ging hij met emeritaat. In 2004 werd hij voorzitter van de raad van bestuur van de KU Leuven. Hij volgde in deze functie André Oosterlinck op, die tevens rector was. Roos was de eerste voorzitter nadat de functies van rector en voorzitter gesplitst werden. Op 1 januari 2012 volgde Herman Daems hem op.
Vervolgens werd Roos lid van de Senaat van de KU Leuven en lid van de adviesraad van het documentatiecentrum KADOC.

### Bedrijfsleven
In 1994 stapte Roos over naar het bedrijfsleven. Hij stapte over naar ALZ in Genk, waar hij enkele jaren later gedelegeerd bestuurder werd. Na de fusie van Arbed, de groep waartoe ALZ behoorde, met Usinor en Aceralia ging hij aan de slag als vicevoorzitter van de Arcelor Groep en werd hij voorzitter van Ugine-ALZ Belgium. Ugine-ALZ ontstond door de fusie van Ugine met ALZ. 
Daarnaast was hij voorzitter van het Vlaams Economisch Verbond van 2000 tot 2003. Hij volgde in deze hoedanigheid Karel Vinck op. Ludo Verhoeven volgde hem op.
Roos werd in 2010 voorzitter van de raad van bestuur van de Vlaamse Dienst voor Arbeidsbemiddeling en Beroepsopleiding (VDAB). In deze hoedanigheid volgde hij Danny Pieters op, Karel Van Eetvelt volgde hem in 2018 op.
Verder bekleedde hij bestuursmandaten bij Distrigas (tot 2003), Telenet, SD Worx, Cegeka, LRM en Stichting De Tijd.

### Onderscheidingen
Op 11 juli 2016 ontving Roos uit handen van Vlaams minister-president Geert Bourgeois het Groot Ereteken van de Vlaamse Gemeenschap voor zijn verdiensten voor Vlaanderen.